# Réplica (banda)
Réplica es una banda de Música Electrónica con influencias de Rock, originalmente firmaron para el sello independiente de Noiselab.

## Estilo
Ellos fusionan influencias de los 70's y los 80's con el Post-punk, la psicodelia de los 60's, el Space Rock, la IDM y el Electropop, el resultado es un sonido muy similar al de Kraftwerk. 
Originalmente sus integrantes se conocieron realizando Música Electrónica ambiental bajo el nombre de Mongolia.
En su inicio el proyecto era definido como parte del sonido electroclash, Pero las presentaciones del grupo posteriormente incluyeron menos secuencias gracias ala inclusión de instrumentos en vivo que interpretan junto a secuencias programadas. Las letras de Réplica son obscuras y llenas de incertidumbre escritas en su mayoría en inglés.

## Imagen
En un principio Réplica utilizaba unifomres de inspiración militar en color negro con accesorios rojos, imitando a Kraftwerk en su forma de vestir, pero debido a implicaciones con la estética Nazi, el grupo abandonó la tendencia militar quedándose únicamente como uniforme el color negro.

## Carrera
A pesar de su corta trayectoria y de trabajar en un circuito considerablemente pequeño, Réplica ha conseguido colaborar con Client, de Inglaterra, ser Recopilado por 
Dj Hell en Alemania, y remezclar a artistas como Placebo y Zoé, todo esto gracias a que Erick Martino, uno de sus miembros, funge como directivo en Noise Lab, el sello que trajo a Client a México, y editó los discos de Placebo y Zoé antes mencionados. Ellos han sido el grupo telonero para las presentaciones de bandas como Colder, Client, Nitzer Ebb, Secret Machines y Ladytron en México, como parte del elenco básico de Noise Lab, empresa que también ha organizado las presentaciones de éstos artistas.

## Discografía

### EP y Recopilaciones
- 2006 "Cansada de Besar Sapos, Soundtrack Original" EMI México.
- 2006 "International Deejay Gigolos Vol 9, Compiled By Dj Hell" Deejay Gigolos Alemania.
- 2006 "Sorry EP" Noiselab México.
- 2005 "plylst compilation" Noiselab México.

Sus primeros cuatro sencillos Transmission, Truth, Cold y Sorry (su colaboración con Client) han sido editados en diferentes países y están en rotación habitual de la Radio alternativa de México.

## Artículos
- junio de 2006 - Entrevista con Réplica
- junio de 2006 - Review on Deejay Gigolos Vol 9 compilation (en inglés)
- junio de 2006 - Review on Deejay Gigolos Vol 9 compilation (en inglés)
- Agosto de 2006 - Review on Deejay Gigolos Vol 9 compilation (en alemán)